# ドン・カルロス (戯曲)

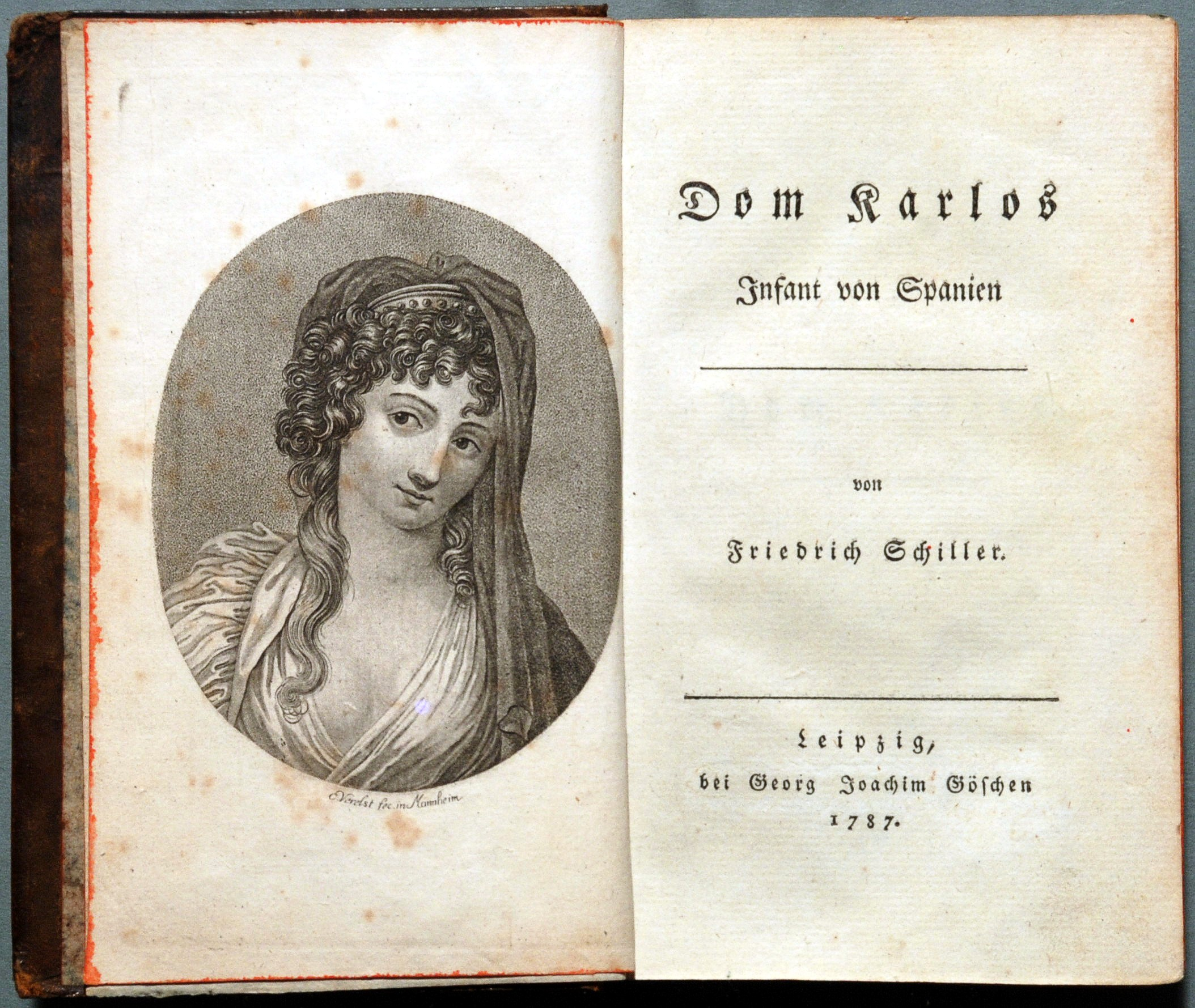
『ドン・カルロス』、1787年

『ドン・カルロス』（Don Karlos, Infant von Spanien）は、フリードリヒ・フォン・シラーの悲劇・歴史劇。ドイツ語、全5幕。1783年から1787年にかけて書かれ、1787年にハンブルクで初演された。主人公はスペインの王太子、アストゥリアス公カルロスで、16世紀フェリペ2世治世下のスペインで起きた歴史的事件を元にしている。

## 題名
当初の題名は Dom Carlos。Domはスペイン語ではなくポルトガル語であり、クリストフ・マルティン・ヴィーラントの指摘を受け、シラーは1801年にスペイン語の Don に訂正した（ドン (尊称) を参照）。

## 登場人物
- フェリペ2世
- エリザベート・ド・ヴァロワ
- ドン・カルロス
- ポーサ侯爵
- エーボリ姫
- アレッサンドロ・ファルネーゼ

他

## 日本語訳
- 『ドン・カルロス 西班牙の太子』佐藤通次訳、岩波書店、1927年
- 『ドン・カルロス―西班牙太子』山下秩光訳、桜門出版社、1949年
- 『ドン・カルロス スペインの太子』佐藤通次訳、岩波文庫、1955年[1]
- 「ドン・カルロス」野島正城訳、河出書房『世界文学全集 第2期 第2（ゲーテ、シラー）』1956年
- 「ドン・カルロス」北通文訳、筑摩書房『世界文学大系 第18 シラー』 1959年
- 『ドン・カルロス　スペインの王子』青木敦子訳　幻戯書房「ルリユール叢書 シラー戯曲傑作選」、2023年

## オペラ化
この戯曲を元にして複数のオペラが作られた。
- 1844年、マイケル・コスタ作曲、Leopold Tarentini台本、ロンドン。
- 1847年、パスカル・ボナ作曲、Giorgio Giacchetti台本、ミラノ。
- 1850年、アントニオ・ブッツォッラ作曲、フランチェスコ・マリア・ピアーヴェ台本、ヴェネツィア。題名は「Elisabetta di Valois」。
- 1862年、Vincenzo Moscuzza作曲、Tarentini台本、ナポリ。
- 1867年、『ドン・カルロ』、ジュゼッペ・ヴェルディ作曲、ジョセフ・メリー＆カミーユ・デュ・ ロークル台本、パリ。